# Eucereon leria
Eucereon leria là một loài bướm đêm thuộc phân họ Arctiinae, họ Erebidae.